# Cantone di Balzar
Il Cantone di Balzar è un cantone dell'Ecuador che si trova nella Provincia del Guayas.
Il capoluogo del cantone è Balzar.